# David Axmark
David Axmark né le 28 avril 1962 est un informaticien suédois cofondateur du système de gestion de base de données MySQL le 23 mai 1995 avec Michael Widenius et Allan Larsson.

## Biographie
David Axmark crée sa première compagnie en 1983 à la sortie du lycée, afin de pouvoir travailler sur des technologies comme UNIX ou le langage C avant que ces produits ne se démocratisent.
Au début des années 1990, les trois fondateurs sont consultants. Ils ont besoin d'une base de données pour leurs activités sans trouver satisfaction sur le marché d'alors (trop lourd, trop cher...). Ils développent alors leur propre base à partir de SQL. 
Des sociétés comme Yahoo!, Google, SAP commencent à utiliser cet outil open source qui depuis est devenu une des bases de données les plus utilisées au monde à ce jour, avec près de 11 millions d'installations dans les années 2008 devant Ingres et PostgreSQL et concurrent de Oracle Corporation, IBM et Microsoft.
En 2012, David Axmark est membre de l'équipe de direction de MySQL et membre des relations avec la communauté MySQL. Il fait la promotion de MySQL et des logiciels open source en général à travers le monde. Il vit à Ascot au Royaume-Uni avec sa femme et ses deux enfants.